# Siegbert Ortmann
Siegbert Ortmann (* 26. August 1940 in Wiesengrund, Reichsgau Sudetenland) ist ein ehemaliger hessischer Politiker (CDU) und Abgeordneter des Hessischen Landtags.

## Ausbildung und Beruf
Nach dem Abitur studierte Ortmann Rechtswissenschaften in Marburg an der Lahn, Saarbrücken und Würzburg und legte nach dem Referendariat in Fulda und Frankfurt am Main das zweite Staatsexamen ab. Seit 1969 war er als Rechtsanwalt, von 1972 bis 2010 als Notar in Lauterbach/Hessen tätig.

## Politik
Siegbert Ortmann ist Mitglied der CDU seit 1963.
Seit 1969 war er Mitglied im Lauterbacher Kreistag. Nach der Gebietsreform in Hessen wurde er 1972 für die CDU in den neu gebildeten Vogelsberger Kreistag gewählt. Dieses Mandat behielt er bis zu seinem Ausscheiden 2005. In dieser Zeit war er 2 Wahlperioden lang Vorsitzender der CDU-Fraktion und ab 1981 eine Wahlperiode lang Kreistagsvorsitzender. Er war Mitglied der 11. Bundesversammlung im Jahre 1999.
In Anerkennung der um Volk und Staat erworbenen besonderen Verdienste verlieh ihn Bundespräsident Johannes Rau im März 2003 das Verdienstkreuz am Bande des Verdienstordens der Bundesrepublik Deutschland. Im März 2022 erhielt er das Bundesverdienstkreuz 1. Klasse.
Von 1987 bis 2003 war Siegbert Ortmann 4 Wahlperioden lang Mitglied des Hessischen Landtags. Als passionierter Jäger war er jagdpolitischen Sprecher der Landtags-CDU und von 1999 bis 2003 Vorsitzender des Hauptausschusses des Hessischen Landtags.

## Vertriebenenfunktionär
Er ist Vorsitzender des Bundes der Vertriebenen Kreis Lauterbach. Von 2012 bis 2021 war er Mitglied der Bundesversammlung und stellvertretender Bundesvorsitzender der Sudetendeutschen Landsmannschaft e. V. in München sowie Mitglied des Sudetendeutschen Rates e. V. Am 24. März 2012 wurde er zum Landesvorsitzenden des Bundes der Vertriebenen (BdV) Hessen gewählt. Als Vertreter des Bundes der Vertriebenen – Landesverband Hessen – ist Siegbert Ortmann seit dem 1. Januar 2013 Mitglied im Rundfunkrat des Hessischen Rundfunks. Seit 2. Dezember 2016 gehört er als gewähltes Mitglied dem Präsidium des Bundes der Vertriebenen (BdV) in Deutschland und ab 30. November 2018 als Vizepräsident dieser Organisation an.

## Sonstige Ämter
- Siegbert Ortmann war von 1977 bis 2011 Aufsichtsratsmitglied bei der Volksbank Lauterbach-Schlitz eG, davon die letzten 13 Jahre als Aufsichtsratsvorsitzender.
- Stellvertreter eines nicht richterlichen Mitglieds des Hessischen Staatsgerichtshof von 2004 bis 2008.